# Vite al limite
Vite al limite (in inglese My 600-lb Life, letteralmente La mia vita di 600 libbre) è un reality show statunitense, trasmesso dal 1º febbraio 2012 su TLC e dal 2013 in Italia su Real Time.
Gli episodi seguono la vita di persone, patologicamente obese, che, partendo da un peso iniziale di circa 250–350 kg, tentano di ridurre il proprio peso a un livello più salutare solitamente attraverso l'assistenza di un bypass gastrico eseguito dal chirurgo iraniano, nonché padre di uno dei due registi del programma, Younan Nowzaradan, doppiato nella versione italiana dall'attore Giorgio Lopez per le prime otto edizioni del programma e, successivamente, dopo la sua scomparsa, dall'attore Gianni Giuliano dalla nona edizione.
Il programma ha dato vita allo spin-off Vite al limite: e poi... (My 600-lb Life: Where Are They Now?), anch'esso trasmesso in Italia da Real Time.

## Il programma

Il dottor Nowzaradan a sinistra con una sua paziente.

Il programma era originariamente una miniserie in cinque parti che coinvolgeva quattro pazienti con obesità patologica. A causa della sua popolarità, sono stati girati nuovi episodi. Nello spin-off Vite al limite: e poi..., viene seguita la vita dei pazienti precedenti per monitorare il loro percorso di perdita di peso mesi o anni dopo la chirurgia bariatrica.
Nella prima stagione, i pazienti sono stati filmati per un periodo di sette anni (2004-2011). A partire dalla seconda stagione, i pazienti sono stati ripresi solo per un anno. Nell'ottava stagione, le storie di alcuni pazienti sono state filmate per soli sei mesi.
A partire dalla quinta stagione, le riprese dei nuovi episodi sono iniziate come episodi di due ore invece che di una. La stessa cosa era già stata fatta con Melissa Morris (divisa in due parti) e Lupe Samano.

## Episodi
| Stagione | Stagione            | Episodi | Prima TV USA     | Prima TV USA     | Prima TV Italia   | Prima TV Italia   |
| Stagione | Stagione            | Episodi | Inizio           | Fine             | Inizio            | Fine              |
| -------- | ------------------- | ------- | ---------------- | ---------------- | ----------------- | ----------------- |
|          | Prima stagione      | 6       | 1º febbraio 2012 | 26 marzo 2012    | 2013              | 2013              |
|          | Seconda stagione    | 8       | 7 gennaio 2014   | 25 febbraio 2014 | 29 marzo 2014     | 17 maggio 2014    |
|          | Terza stagione      | 10      | 7 gennaio 2015   | 8 aprile 2015    | 13 luglio 2015    | 10 agosto 2015    |
|          | Quarta stagione     | 14      | 6 gennaio 2016   | 18 maggio 2016   | 6 giugno 2016     | 11 luglio 2016    |
|          | Quinta stagione     | 14      | 4 gennaio 2017   | 16 aprile 2017   | 3 aprile 2017     | 3 luglio 2017     |
|          | Sesta stagione      | 16      | 3 gennaio 2018   | 9 maggio 2018    | 2 aprile 2018     | 16 luglio 2018    |
|          | Settima stagione    | 20      | 2 gennaio 2019   | 15 maggio 2019   | 4 marzo 2019      | 22 luglio 2019    |
|          | Ottava stagione     | 16      | 1º gennaio 2020  | 15 aprile 2020   | 9 marzo 2020      | 27 luglio 2020    |
|          | Nona stagione       | 13      | 30 dicembre 2020 | 24 marzo 2021    | 8 marzo 2021      | 13 settembre 2021 |
|          | Decima stagione     | 15      | 3 novembre 2021  | 9 febbraio 2022  | 20 settembre 2021 | 11 aprile 2022    |
|          | Undicesima stagione | 8       | 1º febbraio 2023 | 22 marzo 2023    | 23 marzo 2023     | 27 aprile 2023    |

## Pazienti

### Prima stagione (2012)
| Episodio | Prima TV USA     | Paziente                   | Età                        | Provenienza                | Peso iniziale              | Peso finale (7 anni)       | Note                                 |
| -------- | ---------------- | -------------------------- | -------------------------- | -------------------------- | -------------------------- | -------------------------- | ------------------------------------ |
| 1/2      | 1º febbraio 2012 | Melissa Morris             | 31 anni                    | Livingston, Texas          | 296 kg / 653 lbs           | 109 kg / 240 lbs           |                                      |
| 3        | 8 febbraio 2012  | Donald Shelton             | 34 anni                    | Pasadena, Texas            | 306 kg / 675 lbs           | 177 kg / 390 lbs           |                                      |
| 4        | 15 febbraio 2012 | Henry Foots                | 47 anni                    | Houston, Texas             | 324 kg / 715 lbs           | 131 kg / 290 lbs           | Deceduto a 54 anni il 16 maggio 2013 |
| 5        | 22 febbraio 2012 | Ashley Randall             | 23 anni                    | Killeen, Texas             | 280 kg / 617 lbs           | 115 kg / 253.1 lbs         | Deceduta a 40 anni il 2 ottobre 2021 |
| 6        | 26 marzo 2012    | Puntata riassuntiva finale | Puntata riassuntiva finale | Puntata riassuntiva finale | Puntata riassuntiva finale | Puntata riassuntiva finale | Puntata riassuntiva finale           |

### Seconda stagione (2014)
| Episodio | Prima TV USA     | Paziente           | Età     | Provenienza            | Peso iniziale      | Peso finale (12 mesi) | Note |
| -------- | ---------------- | ------------------ | ------- | ---------------------- | ------------------ | --------------------- | ---- |
| 1        | 7 gennaio 2014   | Zsalynn Whitworth  | 42 anni | San Antonio, Texas     | 271 kg / 596.7 lbs | 159 kg / 349.9 lbs    |      |
| 2        | 14 gennaio 2014  | Olivia Cruz        | 46 anni | Chicago, Illinois      | 263 kg / 580.3 lbs | 116 kg / 256.4 lbs    |      |
| 3        | 21 gennaio 2014  | Penny Saeger       | 45 anni | Elkton, Maryland       | 240 kg / 530 lbs   | 224 kg / 495 lbs      |      |
| 4        | 28 gennaio 2014  | Chuck Turner       | 45 anni | Beaumont, Texas        | 315 kg / 693.7 lbs | 156 kg / 343 lbs      |      |
| 5        | 4 febbraio 2014  | Christina Phillips | 22 anni | Southaven, Mississippi | 290 kg / 639.7 lbs | 177 kg / 390 lbs      |      |
| 6        | 11 febbraio 2014 | Paula Jones        | 39 anni | Jonesboro, Georgia     | 251 kg / 533.8 lbs | 177 kg / 390.5 lbs    |      |
| 7        | 18 febbraio 2014 | James Jones        | 37 anni | Frankston, Texas       | 330 kg / 728 lbs   | 171 kg / 376.7 lbs    |      |
| 8        | 25 febbraio 2018 | Tara Taylor        | 35 anni | Lafayette, Louisiana   | 275 kg / 606 lbs   | 149 kg / 328 lbs      |      |

### Terza stagione (2015)
| Episodio | Prima TV USA     | Paziente         | Età     | Provenienza             | Peso iniziale       | Peso finale (12 mesi) | Note                                    |
| -------- | ---------------- | ---------------- | ------- | ----------------------- | ------------------- | --------------------- | --------------------------------------- |
| 1        | 4 febbraio 2015  | Amber Rachdi     | 23 anni | Troutdale, Oregon       | 298 kg / 657.6 lbs  | 177 kg / 390.5 lbs    |                                         |
| 2        | 11 febbraio 2015 | Susan Farmer     | 37 anni | Bruceville-Eddy, Texas  | 276 kg / 607.6 lbs  | 154 kg / 340 lbs      |                                         |
| 3        | 18 febbraio 2015 | Pauline Potter   | 50 anni | Sacramento, California  | 305 kg / 673.5 lbs  | 240 kg / 529 lbs      |                                         |
| 4        | 25 febbraio 2015 | Bettie Jo Elmore | 24 anni | Potosì, Missouri        | 297 kg / 654 lbs    | 226 kg / 498.7 lbs    |                                         |
| 5        | 4 marzo 2015     | Angel Parrish    | 42 anni | Kerrville, Texas        | 258 kg / 570.04 lbs | 119 kg / 261.8 lbs    |                                         |
| 6        | 11 marzo 2015    | Joe Wexler       | 31 anni | Johnson City, Tennessee | 352 kg / 777 lbs    | 269 kg / 592.6 lbs    |                                         |
| 7        | 18 marzo 2015    | Laura Perez      | 41 anni | San Antonio, Texas      | 270 kg / 594.6 lbs  | 162 kg / 357.8 lbs    | Deceduta il 17 novembre 2021 a 48 anni. |
| 8        | 25 marzo 2015    | Charity Pierce   | 39 anni | Cedar Rapids, Iowa      | 353 kg / 778.8 lbs  | 225 kg / 496.6 lbs    |                                         |
| 9        | 1º aprile 2015   | Chay Guillory    | 23 anni | Charenton, Louisiana    | 271 kg / 597.5 lbs  | 217 kg / 478.7 lbs    |                                         |
| 10       | 8 aprile 2015    | Marla McCants    | 43 anni | Nashville, Tennessee    | 363 kg / 800 lbs    | 242 kg / 534.2 lbs    |                                         |

### Quarta stagione (2016)
| Episodio | Prima TV USA     | Paziente             | Età     | Provenienza                | Peso iniziale                                | Peso finale (12 mesi) | Note                                   |
| -------- | ---------------- | -------------------- | ------- | -------------------------- | -------------------------------------------- | --------------------- | -------------------------------------- |
| 1        | 6 gennaio 2016   | Nikki Webster        | 33 anni | Little Rock, Arkansas      | 284 kg / 626 lbs                             | 201 kg / 443.4 lbs    |                                        |
| 2        | 13 gennaio 2016  | Brittani Fulfer      | 32 anni | Tualatin, Oregon           | 274 kg / 605 lbs                             | 170 kg / 375.6 lbs    |                                        |
| 3        | 20 gennaio 2016  | Chad Dean            | 42 anni | Hagerstown, Maryland       | 318 kg / 701.4 lbs                           | 200 kg / 441.5 lbs    |                                        |
| 4        | 27 gennaio 2016  | June McCamey         | 43 anni | Houston, Texas             | 268 kg / 590.5 lbs                           | 176 kg / 389.2 lbs    |                                        |
| 5        | 3 febbraio 2016  | Dottie Perkins       | 34 anni | Oxford, Mississippi        | 291 kg / 641.9 lbs                           | 236 kg / 520 lbs      |                                        |
| 6        | 10 febbraio 2016 | Gideon Yeakley       | 33 anni | Mustang, Oklahoma          | 295 kg / 649.9 lbs                           | 195 kg / 429.6 lbs    |                                        |
| 7        | 17 febbraio 2016 | Ashley Dunn-Bratcher | 27 anni | Kemp, Texas                | 329 kg / 725.1 lbs                           | 213 kg / 470.5 lbs    |                                        |
| 8        | 24 febbraio 2016 | Teretha Hollis-Neely | 47 anni | Detroit, Michigan          | 340+ kg / 752.6+ lbs                         | 239 kg / 528 lbs      |                                        |
| 9        | 2 marzo 2016     | Randy Statum         | 35 anni | Hull, Texas                | 297 kg / 655.9 lbs                           | 200 kg / 441.9 lbs    |                                        |
| 10       | 9 marzo 2016     | Milla Clark          | 47 anni | Fayetteville, Tennessee    | 341 kg / 751 lbs                             | 271 kg / 598 lbs      |                                        |
| 11       | 16 marzo 2016    | Sean Milliken        | 26 anni | Cameron Park, California   | 417 kg/919 lbs (aumentato a 455 kg/1003 lbs) | 248,5 kg / 548 lbs    | Deceduto il 17 febbraio 2019 a 29 anni |
| 12       | 23 marzo 2016    | Lupe Samano          | 39 anni | San Bernardino, California | 291 kg / 642 lbs                             | 155 kg / 342 lbs      |                                        |

### Quinta stagione (2017)
| Episodio | Prima TV USA     | Paziente          | Età     | Provenienza             | Peso iniziale      | Peso finale (12 mesi)                                 | Note                                                                    |
| -------- | ---------------- | ----------------- | ------- | ----------------------- | ------------------ | ----------------------------------------------------- | ----------------------------------------------------------------------- |
| 1        | 4 gennaio 2017   | Brandi Dreier     | 29 anni | Vancouver, Washington   | 267 kg / 587.9 lbs | 163 kg / 360 lbs                                      |                                                                         |
| 1        | 4 gennaio 2017   | Kandi Dreier      | 29 anni | Vancouver, Washington   | 274 kg / 604.7 lbs | 174 kg / 384 lbs                                      | Sorella gemella di Brandi                                               |
| 2        | 11 gennaio 2017  | Ashley Reyes      | 30 anni | West Hills, California  | 303 kg / 668.8 lbs | 188 kg / 414 lbs                                      |                                                                         |
| 3        | 18 gennaio 2017  | Cynthia Wells     | 42 anni | Oklahoma City, Oklahoma | 277 kg / 610.3 lbs | 206 kg / 454 lbs                                      |                                                                         |
| 4        | 25 gennaio 2017  | Kirsten Perez     | 38 anni | Longview, Washington    | 278 kg / 612.5 lbs | 200 kg / 442 lbs                                      |                                                                         |
| 5        | 1º febbraio 2017 | Doug Armstrong    | 36 anni | Wichita Falls, Texas    | 311 kg / 684.8 lbs | 210 kg / 462.4 lbs                                    |                                                                         |
| 6        | 8 febbraio 2017  | Erica Wall        | 44 anni | Lompoc, California      | 300 kg / 661.6 lbs | 214 kg / 471 lbs                                      |                                                                         |
| 7        | 15 febbraio 2017 | Diana Bunch       | 55 anni | Seattle, Washington     | 273 kg / 601.1 lbs | 81 kg / 178 lbs                                       | Il suo percorso è durato 2 anni                                         |
| 8        | 22 febbraio 2017 | Michael Dominguez | 32 anni | Glendale, Arizona       | 288 kg / 635.9 lbs | 174 kg / 384.7 lbs                                    |                                                                         |
| 9        | 1º marzo 2017    | Nicole Lewis      | 23 anni | Marion, Ohio            | 311 kg / 684.6 lbs | 236 kg / 521.3 lbs                                    |                                                                         |
| 10       | 8 marzo 2017     | Tanisha Cleveland | 32 anni | Silsbee, Texas          | 267 kg / 588.7 lbs | 219 kg / 484 lbs                                      | Il suo percorso è durato 2 anni                                         |
| 11       | 15 marzo 2017    | James King        | 46 anni | Paducah, Kentucky       | 333 kg / 735 lbs   | 358 kg / 788.6 lbs                                    | Espulso dal programma dopo 11 mesi. Deceduto il 3 aprile 2020 a 49 anni |
| 12       | 22 marzo 2017    | Tracey Matthews   | 45 anni | Lorain, Ohio            | 275 kg / 605.9 lbs | 176 kg / 388 lbs                                      |                                                                         |
| 13/14    | 29 marzo 2017    | Steven Assanti    | 33 anni | Cranston, Rhode Island  | 331 kg / 730.8 lbs | 283 kg / 624 lbs                                      |                                                                         |
| 13/14    | 5 aprile 2017    | Justin Assanti    | 27 anni | Cranston, Rhode Island  | 274 kg / 604.2 lbs | Ignoto; non ha preso ufficialmente parte al programma | Fratello di Steven                                                      |

### Sesta stagione (2018)
| Episodio | Prima TV USA     | Prima TV USA     | Paziente              | Età     | Provenienza                 | Peso iniziale      | Peso finale (12 mesi) | Note                                                                         |
| -------- | ---------------- | ---------------- | --------------------- | ------- | --------------------------- | ------------------ | --------------------- | ---------------------------------------------------------------------------- |
| 1        | 10 gennaio 2018  | 10 gennaio 2018  | Rena Kiser            | 39 anni | Houston, Missouri           | 249 kg / 549 lbs   | 126 kg / 278 lbs      |                                                                              |
| 1        | 10 gennaio 2018  | 10 gennaio 2018  | Lee Sutton            | 42 anni | Houston, Missouri           | 324 kg / 714 lbs   | 186 kg / 411 lbs      | Compagno di Rena                                                             |
| 2        | 17 gennaio 2018  | 17 gennaio 2018  | Janine Mueller        | 53 anni | Seattle, Washington         | 308 kg / 678.2 lbs | 257 kg / 566 lbs      | Le è stato introdotto un palloncino nello stomaco                            |
| 3        | 24 gennaio 2018  | 24 gennaio 2018  | Liz Evans             | 35 anni | Freeport, Texas             | 327 kg / 721.3 lbs | 167 kg / 368 lbs      |                                                                              |
| 4        | 31 gennaio 2018  | 31 gennaio 2018  | Alicia Kirgan         | 32 anni | Madison, Illinois           | 282 kg / 622.3 lbs | 197 kg / 434.311 lbs  |                                                                              |
| 5        | 7 febbraio 2018  | 7 febbraio 2018  | Karina Garcia         | 38 anni | Converse, Texas             | 287 kg / 633.2 lbs | 180 kg / 398 lbs      |                                                                              |
| 6        | 14 febbraio 2018 | 14 febbraio 2018 | James "L.B." Bonner   | 29 anni | Lexington, Carolina del Sud | 291 kg / 642.3 lbs | 148 kg / 326 lbs      | Suicidatosi a 30 anni, il 2 agosto 2018                                      |
| 7        | 21 febbraio 2018 | 21 febbraio 2018 | Lisa Fleming          | 49 anni | Mobile, Alabama             | 319 kg / 704.3 lbs | ignoto                | Espulsa dal programma al sesto mese e deceduta, a 50 anni, il 23 agosto 2018 |
| 8        | 28 febbraio 2018 | 28 febbraio 2018 | Robert Buchel         | 41 anni | Forked River, New Jersey    | 382 kg / 842.1 lbs | 228 kg / 502 lbs      | Deceduto al nono mese di riprese, a 41 anni, il 15 novembre 2017             |
| 9        | 7 marzo 2018     | 7 marzo 2018     | Tamy Lyn Murrell      | 45 anni | Covington, Kentucky         | 268 kg / 591.7 lbs | 157 kg / 346.2 lbs    |                                                                              |
| 10       | 14 marzo 2018    | 14 marzo 2018    | David Bolton          | 35 anni | Houston, Texas              | 339 kg / 747.1 lbs | 175 kg / 386 lbs      |                                                                              |
| 10       | 14 marzo 2018    | 14 marzo 2018    | Benji Bolton          | 32 anni | Houston, Texas              | 264 kg / 582.5 lbs | 99 kg / 218 lbs       |                                                                              |
| 11       | 21 marzo 2018    | 21 marzo 2018    | Renee Biran           | 53 anni | Valdosta, Georgia           | 287 kg / 631.8 lbs | 173 kg / 381 lbs      | Deceduta a 56 anni il 14 maggio 2021                                         |
| 12       | 28 marzo 2018    | 28 marzo 2018    | Sarah Neeley          | 25 anni | Dayton, Ohio                | 291 kg / 642.3 lbs | 178 kg / 393 lbs      |                                                                              |
| 13       | 4 aprile 2018    | 4 aprile 2018    | Schenee Murry-Hawkins | 27 anni | Indianapolis, Indiana       | 302 kg / 665.2 lbs | 301 kg / 664.4 lbs    | Espulsa dal programma all'ottavo mese                                        |
| 14       | 11 aprile 2018   | 11 aprile 2018   | Jennifer Jess         | 42 anni | Bend, Oregon                | 289 kg / 636.3 lbs | 189 kg / 418 lbs      |                                                                              |
| 14       | 11 aprile 2018   | 11 aprile 2018   | Marissa Jess          | 26 anni | Bend, Oregon                | 260 kg / 573.1 lbs | 127 kg / 280 lbs      | Figlia di Jennifer                                                           |
| 15/16    | 2 maggio 2018    | 9 maggio 2018    | Roshanda Perrio       | 30 anni | Lafayette, Louisiana        | 364 kg / 803.7 lbs | 275 kg / 605.7 lbs    |                                                                              |
| 15/16    | 2 maggio 2018    | 9 maggio 2018    | Brandie Perrio        | 29 anni | Lafayette, Louisiana        | 281 kg / 620.6 lbs | 173 kg / 382.3 lbs    | Sorella di Roshanda                                                          |
| 15/16    | 2 maggio 2018    | 9 maggio 2018    | Clarence Perrio       | 33 anni | Lafayette, Louisiana        | 264 kg / 582.7 lbs | 199 kg / 437.9 lbs    | Fratello di Roshanda e Brandie                                               |

### Settima stagione (2019)
| Episodio | Prima TV USA     | Paziente           | Età     | Provenienza                   | Peso iniziale                   | Peso finale (12 mesi) | Note                                                                        |
| -------- | ---------------- | ------------------ | ------- | ----------------------------- | ------------------------------- | --------------------- | --------------------------------------------------------------------------- |
| 1        | 2 gennaio 2019   | Octavia Gahagans   | 42 anni | Kansas City, Missouri         | 314 kg / 692.3 lbs              | 207 kg / 456 lbs      |                                                                             |
| 2        | 9 gennaio 2019   | Brianne Dias       | 30 anni | Florence, Oregon              | 335 kg / 742.2 lbs              | 160 kg / 354 lbs      |                                                                             |
| 3        | 16 gennaio 2019  | Robin McKinley     | 40 anni | Meade, Kansas                 | 294 kg / 648.7 lbs              | 179 kg / 395 lbs      |                                                                             |
| 3        | 16 gennaio 2019  | Garrett Rogers     | 20 anni | Meade, Kansas                 | 275 kg / 607.3 lbs              | 153 kg / 337 lbs      | Nipote di Robin                                                             |
| 4        | 23 gennaio 2019  | Justin McSwain     | 27 anni | Rock Hill, Carolina del Sud   | 312 kg / 687.5 lbs              | 161 kg / 355 lbs      |                                                                             |
| 5        | 30 gennaio 2019  | Holly Hager        | 38 anni | Ellijay, Georgia              | 298 kg / 658.1 lbs              | 190 kg / 418 lbs      |                                                                             |
| 6        | 6 febbraio 2019  | Lacey Hodder       | 29 anni | Bay City, Michigan            | 313 kg / 691.2 lbs              | 197 kg / 435 lbs      |                                                                             |
| 7        | 13 febbraio 2019 | Brandon Scott      | 33 anni | Columbus, Ohio                | 325 kg / 718.4 lbs              | 174 kg / 383.7 lbs    |                                                                             |
| 8        | 20 febbraio 2019 | Maja Radanovic     | 33 anni | Portland, Oregon              | 310 kg / 689.4 lbs              | 268 kg / 592.5 lbs    | Rinuncia al programma all'ottavo mese                                       |
| 9        | 27 febbraio 2019 | Tiffany Barker     | 28 anni | Marysville, Washington        | 305 kg / 672.5 lbs              | 188 kg / 415 lbs      |                                                                             |
| 10       | 6 marzo 2019     | Destinee LaShaee   | 27 anni | Pineville, Louisiana          | 303 kg / 668.5 lbs              | 200 kg / 441 lbs      | Deceduta a 31 anni l'8 febbraio 2022                                        |
| 11       | 13 marzo 2019    | Jeanne Covey       | 39 anni | Big Sandy, Texas              | 319 kg / 702.4 lbs              | 304 kg / 670.7 lbs    | Abbandona il programma al sesto mese                                        |
| 12       | 20 marzo 2019    | Aaron Washer       | 30 anni | New Braunfels, Texas          | 325 kg / 718.1 lbs              | 182 kg / 401.2 lbs    |                                                                             |
| 13       | 27 marzo 2019    | Kelly Mason        | 41 anni | Greensboro, Carolina del Nord | 329 kg / 725.5 lbs              | 174 kg / 384 lbs      | Deceduta al decimo mese di riprese, a 42 anni, il 16 febbraio 2019          |
| 14       | 3 aprile 2019    | Annjeanette Whaley | 30 anni | Hillsboro, Oregon             | 308 kg / 679.1 lbs              | 183 kg / 405 lbs      |                                                                             |
| 15       | 10 aprile 2019   | Angela Gutierrez   | 44 anni | Ross, Ohio                    | 275,9 kg / 608.4 lbs            | ignoto                | Abbandona il programma all'ottavo mese. Deceduta a 49 anni il 21 marzo 2023 |
| 16       | 17 aprile 2019   | Lashanta White     | 39 anni | Kenner, Louisiana             | 300 kg / 662 lbs                | 240 kg / 529.5 lbs    |                                                                             |
| 17       | 24 aprile 2019   | Cillas Givens      | 35 anni | Fairview, Oklahoma            | 330,6 kg / 728.8 lbs            | 142 kg / 313.1 lbs    |                                                                             |
| 18       | 1º maggio 2019   | Mercedes Cephas    | 37 anni | Cincinnati, Ohio              | 350,7 kg / 773.2 lbs            | 314 kg / 692 lbs      |                                                                             |
| 19       | 8 maggio 2019    | Angie Johns        | 39 anni | Massillon, Ohio               | 292 kg / 643.3 lbs              | 270 kg / 594.6 lbs    | Abbandona il programma all'ottavo mese                                      |
| 20       | 15 maggio 2015   | Vianey Rodriguez   | 35 anni | Chicago, Illinois             | 269 kg / 594.8 lbs (al 4º mese) | 167 kg / 369 lbs      | Deceduta il 21 novembre 2023                                                |
| 20       | 15 maggio 2015   | Allen Lewis        | 51 anni | Chicago, Illinois             | 294 kg / 648.1 lbs (al 4º mese) | 170 kg / 376 lbs      | Marito di Vianey                                                            |

### Ottava stagione (2020)
| Episodio | Prima TV USA     | Paziente            | Età     | Provenienza           | Peso iniziale      | Peso finale (12 mesi) | Note                                                                                   |
| -------- | ---------------- | ------------------- | ------- | --------------------- | ------------------ | --------------------- | -------------------------------------------------------------------------------------- |
| 1        | 1º gennaio 2020  | John Hambrick       | 34 anni | Wylie, Texas          | 311 kg / 686.5 lbs | 178 kg / 393 lbs      |                                                                                        |
| 1        | 1º gennaio 2020  | Lonnie Hambrick     | 35 anni | Haltom City, Texas    | 278 kg / 612.7 lbs | 167 kg / 368 lbs      | Fratello di John                                                                       |
| 2        | 8 gennaio 2020   | Lindsey Witte       | 39 anni | Hills, Iowa           | 294 kg / 647.6 lbs | 198 kg / 438 lbs      |                                                                                        |
| 3        | 15 gennaio 2020  | Bethany Stout       | 40 anni | Alva, Oklahoma        | 275 kg / 607.9 lbs | 228 kg / 504 lbs      | Abbandona il programma all'undicesimo mese                                             |
| 4        | 22 gennaio 2020  | Julius "J.T." Clark | 32 anni | Claremore, Oklahoma   | 405 kg / 892.2 lbs | 223 kg / 491 lbs      |                                                                                        |
| 5        | 29 gennaio 2020  | Gina Krasley        | 28 anni | Tuckerton, New Jersey | 275 kg / 606.7 lbs | 252 kg / 556.2 lbs    | Deceduta a 30 anni il 1º agosto 2021                                                   |
| 6        | 5 febbraio 2020  | Travis Henry        | 31 anni | Carrollton, Texas     | 280 kg / 617.3 lbs | 223 kg / 379 lbs      |                                                                                        |
| 7        | 12 febbraio 2020 | Joyce Del Viscovo   | 44 anni | Gardner, Kansas       | 344 kg / 759.2 lbs | 282 kg / 623.8 lbs    | Abbandona il programma al dodicesimo mese                                              |
| 8        | 19 febbraio 2020 | Carlton Oglesby     | 24 anni | Columbus, Ohio        | 356 kg / 786 lbs   | 246 kg / 544 lbs      |                                                                                        |
| 8        | 19 febbraio 2020 | Shantel Oglesby     | 31 anni | Columbus, Ohio        | 289 kg / 638 lbs   | 192 kg / 424 lbs      | Sorella di Carlton                                                                     |
| 9        | 26 febbraio 2020 | Seana Collins       | 22 anni | Kansas City, Missouri | 300 kg /659 lbs    | 299 kg / 661.3 lbs    |                                                                                        |
| 10       | 4 marzo 2020     | Ashley Bernard      | 31 anni | Carencro, Louisiana   | 288 kg / 637 lbs   | 228 kg / 504 lbs      |                                                                                        |
| 11       | 11 marzo 2020    | Tommy Johnson       | 38 anni | Winnsboro, Louisiana  | 290 kg / 641 lbs   | 191 kg / 423 lbs      |                                                                                        |
| 12       | 18 marzo 2020    | Coliesa McMillian   | 41 anni | New Roads, Louisiana  | 291 kg / 643 lbs   | 226 kg / 499 lbs      | Deceduta a 41 anni il 22 settembre 2020                                                |
| 13       | 25 marzo 2020    | Dominic Hernandez   | 37 anni | Fresno, California    | 305 kg / 672 lbs   | 295 kg / 650 lbs      | Espulso dal programma al sesto mese. Primo paziente nel programma ad essere senzatetto |
| 14       | 1º aprile 2020   | Megan Davis         | 24 anni | Taylorville, Illinois | 273 kg / 604 lbs   | 218 kg / 481 lbs      |                                                                                        |
| 15       | 8 aprile 2020    | Ashley Taylor       | 24 anni | Temple, Texas         | 220 kg / 486 lbs   | 212 kg / 469 lbs      | Abbandona il programma al sesto mese                                                   |
| 16       | 15 aprile 2020   | Leneatha Reed       | 40 anni | Meridian, Mississippi | 273 kg / 604 lbs   | 260 kg / 575 lbs      | Abbandona il programma al nono mese                                                    |

### Nona stagione (2020-2021)
| Episodio | Prima TV USA     | Paziente         | Età     | Provenienza               | Peso iniziale                                   | Peso finale (12 mesi)         | Note                                |
| -------- | ---------------- | ---------------- | ------- | ------------------------- | ----------------------------------------------- | ----------------------------- | ----------------------------------- |
| 1        | 30 dicembre 2020 | Samantha Mason   | 35 anni | Denver, Colorado          | 426 kg (dopo 441 kg) / 940.1 lbs (dopo 974 lbs) | 224 kg / 496 lbs              |                                     |
| 2        | 6 gennaio 2021   | Thederick Barnes | 32 anni | Gretna, Florida           | 335 kg / 740.2 lbs                              | 278 kg / 615 lbs              | Ultima pesata al quinto mese        |
| 3        | 13 gennaio 2021  | Carrie Johnson   | 37 anni | Huntington, Texas         | 273 kg / 603 lbs                                | 185 kg / 409 lbs              |                                     |
| 4        | 20 gennaio 2021  | Cindy Vela       | 45 anni | Portland, Texas           | 278 kg / 614 lbs                                | 260 kg / 575 lbs              |                                     |
| 5        | 27 gennaio 2021  | Melissa Marescot | 36 anni | Sunrise, Florida          | 268 kg / 592.8 lbs                              | 199 kg / 440.3 lbs            |                                     |
| 6        | 3 febbraio 2021  | Kenae' Dolphus   | 41 anni | Nacogdoches, Texas        | 278 kg / 614.6 lbs                              | 246 kg / 543.8 lbs            |                                     |
| 7        | 10 febbraio 2021 | Krystal Hall     | 34 anni | Frankfort, Ohio           | 280 kg / 618.8 lbs                              | 262 kg / 579.7 lbs            |                                     |
| 8        | 17 febbraio 2021 | Isaac Martinez   | 23 anni | Hutchins, Texas           | 299 kg / 661.1 lbs                              | 244 kg / 539.0 lbs            |                                     |
| 9        | 24 febbraio 2021 | Michael Blair    | 43 anni | Conroe, Texas             | 276 kg / 609.5 lbs                              | 215 kg / 474.0 lbs            |                                     |
| 10       | 3 marzo 2021     | Shannon Lowery   | 39 anni | Tucson, Arizona           | 335 kg / 739 lbs                                | 316 kg / 698 lbs              |                                     |
| 11       | 10 marzo 2021    | Irene Walker     | 39 anni | Houston, Texas            | 273 kg / 603.7 lbs                              | 242 kg / 535.1 lbs            |                                     |
| 12       | 17 marzo 2021    | Tammy Patton     | 41 anni | Wichita Falls, Texas      | 269 kg / 594 lbs                                | 212 kg / 468 lbs              |                                     |
| 13       | 24 marzo 2021    | Chrystal Rollins | 39 anni | Spring Valley, California | 212 kg / 610.8 lbs (277.1 kg)                   | 226 kg / 498.3 lbs (226.0 kg) | Abbandona il programma al nono mese |

### Decima stagione (2021-2022)
| Episodio | Prima TV USA     | Paziente         | Età     | Provenienza             | Peso iniziale                     | Peso finale (12 mesi)                 | Note |
| -------- | ---------------- | ---------------- | ------- | ----------------------- | --------------------------------- | ------------------------------------- | --- |
| 1        | 3 novembre 2021  | Nathan Prater    | 35 anni | Palestine, Texas        | 275 kg / 607.2 lbs (dopo 607 lbs) | 221 kg / 487.7 lbs                    | |
| 2        | 10 novembre 2021 | Julian Valentine | 33 anni | Tucson, Arizona         | 376 kg / 830.2 lbs                | 319 kg / 705.1 lbs                    | |
| 3        | 17 novembre 2021 | Bianca Hayes     | 36 anni | Fayetteville, Tennessee | 274 kg / 604.2 lbs                | 203 kg / 447 lbs                      | |
| 4        | 24 novembre 2021 | Mike Meginness   | 37 anni | Marion, Ohio            | 338 kg / 745.7 lbs                | 231 kg / 510.1 lbs                    | |
| 5        | 1º dicembre 2021 | Lacey Buckingham | 36 anni | Kennewick, Washington   | 269 kg / 593.2 lbs                | 263 kg / 581.9 lbs                    | Abbandona il programma al sesto mese. |
| 6        | 8 dicembre 2021  | Paul MacNeill    | 35 anni | Auburndale, Florida     | 343 kg / 757.0 lbs                | 290 kg / 641.0 lbs                    | Abbandona il programma al sesto mese. Deceduto il 21 settembre 2023 a 37 anni, per un incidente stradale mentre si stava recando al lavoro.          |
| 7        | 15 dicembre 2021 | Ryan Barkdoll    | 31 anni | Columbia Falls, Montana | 335 kg / 738.5 lbs                | Abbandona il programma al decimo mese | Primo paziente che non si è presentato agli appuntamenti del dottor Nowzaradan per l'intero episodio                                                 |
| 8        | 22 dicembre 2021 | James Bedard     | 38 anni | New York                | 283 kg / 625.0 lbs                | 229 kg / 506.1 lbs                    | Abbandona il programma al dodicesimo mese |
| 9        | 29 dicembre 2021 | Lucas Higdin     | 33 anni | Conroe, Texas           | 280 kg / 619.3 lbs                | 212 kg / 469.1 lbs                    | |
| 10       | 5 gennaio 2022   | Margaret Johnson | 35 anni | Baytown, Texas          | 340 kg / 750 lbs                  | 270 kg / 595 lbs                      | |
| 11       | 12 gennaio 2022  | Ontreon Shannon  | 36 anni | Plano, Texas            | 318 kg / 702.4 lbs                | 319 kg / 704.3 lbs                    | |
| 12       | 19 gennaio 2022  | Dolly Martinez   | 25 anni | Fort Worth, Texas       | 269 kg / 593.2 lbs                | 250 kg / 552.8 lbs                    | |
| 13       | 26 gennaio 2022  | Larry Myers      | 45 anni | Albany, New York        | 294 kg / 648 lbs                  | 240 kg / 529.9 lbs                    | Deceduto il 13 giugno 2023 a 49 anni, per un infarto                                                                                                 |
| 14       | 2 febbraio 2022  | Lisa Ebberson    | 51 anni | Fairbury, Nebraska      | 289 kg / 637 lbs                  | 251 kg / 554 lbs                      | Ha abbandonato il programma al quarto mese, per poi tornare brevemente all'ottavo mese, dopo aver incontrato per l'ultima volta il dottor Nowzaradan |
| 15       | 9 febbraio 2022  | David Nelson     | 30 anni | Idaho Falls, Idaho      | 346 kg / 763 lbs                  | 276 kg / 608 lbs                      | |

### Undicesima stagione (2023)
| Episodio | Prima TV USA     | Paziente          | Età     | Provenienza             | Peso iniziale      | Peso finale (12 mesi) | Note                                                                       |
| -------- | ---------------- | ----------------- | ------- | ----------------------- | ------------------ | --------------------- | -------------------------------------------------------------------------- |
| 1        | 1º febbraio 2023 | Geno Dacunto      | 30 anni | New Haven, Connecticut  | 310 kg / 684.8 lbs | 191 kg / 422 lbs      |                                                                            |
| 1        | 1º febbraio 2023 | Nico Martone      | 30 anni | New Haven, Connecticut  | 195 kg / 431.0 lbs | 137 kg / 302 lbs      |                                                                            |
| 2        | 8 febbraio 2023  | Latonya Pottain   | 37 anni | Shreveport, Louisiana   | 286 kg / 632.6 lbs | 271 kg / 599.1 lbs    | Deceduta per insufficienza cardiaca congestizia cronica il 17 maggio 2025. |
| 3        | 15 febbraio 2023 | Wess Schulze      | 36 anni | Danevang, Texas         | 319 kg / 705.1 lbs | 216 kg / 477.6 lbs    |                                                                            |
| 4        | 22 febbraio 2023 | Syreeta Covington | 31 anni | Columbus, Ohio          | 273 kg / 603.0 lbs | 230 kg / 506 lbs      |                                                                            |
| 5        | 1º marzo 2023    | Mark Rutland      | 42 anni | Orlando, Florida        | 324 kg / 715.2 lbs | 262 kg / 578.0 lbs    |                                                                            |
| 6        | 8 marzo 2023     | Stephanie Smith   | 36 anni | Anacortes, Washington   | 277 kg / 611.2 lbs | 270 kg / 596.4 lbs    |                                                                            |
| 7        | 15 marzo 2023    | Chris Parsons     | 36 anni | Oklahoma City, Oklahoma | 281 kg / 620.1 lbs | 164 kg / 165 lbs      |                                                                            |
| 8        | 22 marzo 2023    | Patrick Macon     | 42 anni | Columbus, Georgia       | 298 kg / 656.9 lbs | 241 kg / 531 lbs      |                                                                            |

## Deceduti
A luglio 2025, dei vari pazienti seguiti nella serie, diciotto risultano deceduti:
- Henry Foots, apparso nella prima stagione del programma, è deceduto il 16 maggio 2013 per le conseguenze di un incidente stradale verificatosi per aver perso conoscenza mentre si trovava alla guida, a causa di un "problema medico" che non è stato reso noto.[7]
- Robert Buchel è deceduto il 15 novembre 2017 per un attacco cardiaco,[8] mentre era ricoverato a Houston.[9] Il decesso di Buchel è stato anche il primo di un paziente avvenuto durante la registrazione della serie.
- James "L.B." Bonner apparso nella sesta stagione è deceduto il 2 agosto 2018 all'età di 30 anni, suicidatosi con un'arma da fuoco.[10]
- Lisa Fleming apparsa nella sesta stagione è morta il 23 agosto 2018, all'età di 50 anni, per complicanze di una malattia che la famiglia non ha reso pubblica.[11]
- Sean Milliken, apparso nella quarta stagione, è morto il 17 febbraio 2019 all'età di 29 anni per le complicanze di un'infezione e un successivo attacco cardiaco.[12]
- Kelly Mason, apparsa nella settima stagione, è stata la seconda paziente a morire durante le riprese della serie, il 15 febbraio 2019. È deceduta a 42 anni nel sonno a causa di un attacco cardiaco.[13]
- James King, apparso nella quinta stagione, è deceduto il 3 aprile 2020, all'età di 49 anni.[14]
- Coliesa McMillian, apparsa nell'ottava stagione, è deceduta il 22 settembre 2020, all'età di 41 anni.[15]
- Renee Biran, apparsa nella sesta stagione, è deceduta il 14 maggio 2021, all’età di 56 anni.[16]
- Gina Krasley, apparsa nell'ottava stagione, è deceduta il 1º agosto 2021, all'età di 30 anni.[17]
- Ashley Randall, apparsa nella prima stagione, è deceduta il 2 ottobre 2021, all'età di 40 anni.[18][19]
- Laura Perez, apparsa nella terza stagione, è deceduta il 17 novembre 2021, all'età di 48 anni.[20]
- Destinee Lashaee, apparsa nella settima stagione e prima paziente transgender a prendere parte al programma, è deceduta l'8 febbraio 2022, all'età di 31 anni.[21][22]
- Angela Gutierrez, apparsa nella settima stagione, è deceduta il 1º marzo 2023, all'età di 49 anni.[23]
- Larry Myers Jr., apparso nella decima stagione, è deceduto il 13 giugno 2023, all'età di 49 anni, a causa di un infarto.[24]
- Vianey Rodriguez, apparso nella settima stagione dello show con il suo partner Allen, è morta a causa di complicazioni di polmonite il 21 novembre 2023.
- Paul MacNeill, protagonista della decima stagione dello show, è morto in un incidente stradale mentre andava al lavoro il 21 settembre 2023.[25]
- Latonya Pottain, apparsa nell’undicesima stagione dello show, è morta per  insufficienza cardiaca congestizia cronica il 17 maggio 2025.

## Spin-off
A partire da gennaio 2015, TLC ha iniziato a trasmettere Vite al limite e poi... Lo scopo di questo spin-off era aggiornare gli spettatori sui viaggi di perdita di peso e sulla rimozione della pelle in eccesso delle persone presenti nelle stagioni precedenti.
| Sequenza degli episodi | Stagione / Episodio | Prima TV USA     |
| ---------------------- | ------------------- | ---------------- |
| 1                      | S1E1                | 7 gennaio 2015   |
| 2                      | S1E2                | 14 gennaio 2015  |
| 3                      | S1E3                | 21 gennaio 2015  |
| 4                      | S1E4                | 28 gennaio 2015  |
| 5                      | S2E1                | 30 marzo 2016    |
| 6                      | S2E2                | 6 aprile 2016    |
| 7                      | S2E3                | 13 aprile 2016   |
| 8                      | S2E4                | 20 aprile 2016   |
| 9                      | S2E5                | 27 aprile 2016   |
| 10                     | S2E6                | 4 maggio 2016    |
| 11                     | S2E7                | 11 maggio 2016   |
| 12                     | S2E8                | 18 maggio 2016   |
| 13                     | S3E1                | 12 aprile 2017   |
| 14                     | S3E2                | 19 aprile 2017   |
| 15                     | S3E3                | 26 aprile 2017   |
| 16                     | S3E4                | 3 maggio 2018    |
| 17                     | S3E5                | 10 maggio 2017   |
| 18                     | S3E6                | 17 maggio 2017   |
| 19                     | S3E7                | 24 maggio 2017   |
| 20                     | S3E8                | 31 maggio 2017   |
| 21                     | S4E1                | 3 gennaio 2018   |
| 22                     | S4E2                | 18 aprile 2018   |
| 23                     | S4E3                | 25 aprile 2018   |
| 24                     | S4E4                | 23 maggio 2018   |
| 25                     | S4E5                | 30 maggio 2018   |
| 26                     | S4E6                | 6 giugno 2018    |
| 27                     | S4E7                | 13 giugno 2018   |
| 28                     | S4E8                | 20 giugno 2018   |
| 29                     | S4E9                | 27 giugno 2018   |
| 30                     | S4E10               | 11 luglio 2018   |
| 31                     | S4E11               | 18 luglio 2018   |
| 32                     | S4E12               | 25 luglio 2018   |
| 33                     | S4E13               | 27 marzo 2019    |
| 34                     | S5E1                | 22 maggio 2019   |
| 35                     | S5E2                | 29 maggio 2019   |
| 36                     | S5E3                | 5 giugno 2019    |
| 37                     | S5E4                | 12 giugno 2019   |
| 38                     | S5E5                | 19 giugno 2019   |
| 39                     | S5E6                | 26 giugno 2019   |
| 40                     | S5E7                | 3 luglio 2019    |
| 41                     | S5E8                | 18 dicembre 2019 |
| 42                     | S6E1                | 22 aprile 2020   |
| 43                     | S6E2                | 29 aprile 2020   |
| 44                     | S6E3                | 6 maggio 2020    |
| 45                     | S6E4                | 13 maggio 2020   |
| 46                     | S6E5                | 20 maggio 2020   |
| 47                     | S6E6                | 27 maggio 2010   |
| 48                     | S7E1                | 31 marzo 2021    |
| 49                     | S7E2                | 7 aprile 2021    |
| 50                     | S7E3                | 14 aprile 2021   |
| 51                     | S7E4                | 21 aprile 2021   |
| 52                     | S7E5                | 28 aprile 2021   |
| 53                     | S7E6                | 5 maggio 2021    |

## Controversie
Nel 2018 diversi organi di stampa hanno riferito che diversi ex pazienti del dottor Nowzaradan che sono apparsi nella serie e la famiglia di un paziente, James "L.B." Bonner, che si è suicidato, avevano intentato una causa contro la società di produzione dello spettacolo, Megalomedia, accusando un'eccessiva spettacolarizzazione della sfera personale dei pazienti e l'assenza di un percorso psicofisico post-operatorio minimo necessario a seguito di ospedalizzazioni di questo tipo.
Sono state intentate dieci cause legali, tutte riunite il 20 maggio 2020 in un unico processo legale. Megalomedia ha chiesto il rito abbreviato (summary judgment) che, tuttavia, non venne concesso poiché il giudice non s’è pronunciato su tale istanza entro il tempo richiesto dalla legge del Texas. Megalomedia ha quindi presentato ricorso contro la mozione dell'accusa alla Corte d'Appello. Il 14 aprile 2022, tutte e dieci le cause legali sono state archiviate dalla 13ª Corte d'Appello del Texas.

## Doppiaggio
- Dottor Younan Nowzaradan: Giorgio Lopez (stagioni 1-8), Gianni Giuliano (stagioni 9-in corso).
- Alcuni pazienti: Selvaggia Quattrini, Roberta De Roberto, Francesca Rinaldi.